# Ztracenci (film, 1983)
Ztracenci (v anglickém originále The Outsiders) je americké filmové drama z roku 1983. Natočil jej režisér Francis Ford Coppola podle scénáře, který napsala Kathleen Rowell. Ten je inspirován knihou Outsideři od Susan Eloise Hinton. Autorem hudbu k filmu je režisérův otec Carmine Coppola. Hráli v něm například Matt Dillon, Patrick Swayze a Tom Cruise. Roku 2005 byl film vydán na DVD, přičemž obsahoval i původně vystřižené scény (celkem 22 minut navíc). Snímek byl natáčen v Tulse v roce 1982. Již během natáčení tohoto filmu (ve volných dnech) pracoval na scénáři ke svému dalšímu snímku Dravé ryby.

## Děj
Rodiče bratrů Curtisových zemřeli, a tak nejstarší bratr Darrel ("Darry") zůstal v roce 1965 v Tulse v Oklahomě, aby vychovával a podporoval své dva mladší bratry, Ponyboye a Sodapopa ("Soda"). Několik bohatých teenagerů obtěžuje a napadá Ponyboye, dokud je nevyžene několik jeho kamarádů z mazáků. Další večer jde on, Johnny a Dallas na film do místního drive-in kina, kde se Dallas snaží flirtovat se "Soc" Cherry Valanceovou. Neuspěje, ale Cherry pozve Ponyboye a Johnnyho, aby si sedli k ní a Marcii. Později, když obě dospívající dívky odcházejí domů, se objevují jejich kluci Socs Bob a Randy, kteří jsou rozčílení. Dívky s nimi odcházejí, aby se vyhnuly jakékoli eskalaci.
Pony a Johnny jdou místo domů na opuštěný pozemek, aby se Johnny vyhnul obvyklým vzteklým hádkám a domácímu násilí svých rodičů. Běduje nad beznadějností svého mladého života, a to jak doma, tak v rámci sociálně-ekonomických struktur vytvořených ve škole. Usíná, Ponyboy se probudí o několik hodin později a spěchá domů, protože se bojí požadavků svého staršího bratra na disciplínu, který ho kárá a dokonce ho udeří. Uteče s Johnnym do místního parku. ezou po prolézačkách a vzpomínají na dětství, dokud je nepotkají, nepronásledují a nenapadnou Bob, Randy a třemi dalšími Socs. Johnny je zbit a Pony se téměř utopil ve fontáně v parku, dokud Johnny Boba neprobodl a nezabil ho.  
Ponyboy a Johnny se obávají právních důsledků a najdou Dallase, který jim dá peníze na jídlo a nabitou zbraň. Utečou do Windrixville v Oklahomě, naskočí na vlak a pak se ukryjí v opuštěném kostele, kde si obarví vlasy, hrají poker a čtou si román Jih proti Severu. Po čtyřech dnech je navštíví Dallas, který lhal policii, jež nyní pátrá v Texasu. Vzkaz od jeho bratra Sodapopa nabádá Ponyboye, aby se vrátil domů, protože Cherry je ochotná svědčit v jejich prospěch. Při nákupu jídla se Johnny přiklání k tomu, aby se vydali, ale Dallas nesouhlasí.
Po návratu do kostela zjistí, že hoří a uvnitř jsou uvězněny děti. Zachrání je, ale jsou popáleni a Johnny si zlomí páteř. Ponyboy se v nemocnici znovu setkává se svými dvěma staršími bratry a pak se vrací domů. Jejich hrdinský čin se dostal na titulní stranu místních novin, ale soudce může poslat Ponyboye do chlapeckého domova.
Ponyboy a Two-Bit navštíví Johnnyho a Dallase v nemocnici. Ponyboy požádá Two-Bita, aby v nemocničním obchodě se suvenýry koupil další výtisk knihy Jih proti Severu. Když přijde Johnnyho násilnická matka, která ho týrá, odmítne její návštěvu. Ta si proto vybije svůj hněv na Ponyboyovi a Two-Bitovi, kteří ji odsuzují jako špatnou matku. Dallas je povzbuzuje, aby kvůli Johnnymu vyhráli nadcházející rvačku, kterou vyvolala Bobova smrt.
Později se Ponyboy setká s Cherry kvůli soudu. a nechce navštívit Johnnyho v nemocnici, protože zabil Boba. Později v noci vyhrají mazáci rvačku a to včetně Dallase, který opustil nemocnici. Poté Dallas odveze zraněného Ponyboye do nemocnice za Johnnym. Když mu Ponyboy řekne o vítězství mazáků, je Johnny rozpolcený a zemře chvíli na to, co řekne Ponyboyovi, aby „zůstal zlatý“.
Dallas rozzuřený a zničený Johnnyho smrtí vyloupí obchod, ale majitel ho postřelí. Zavolá Darrellovi, aby se s ním setkal v parku a pomohl ho ukrýt. Policie přijíždí jako první a Dallase obklíčí. Ten spáchá asistovanou sebevraždu, když na policistu namíří prázdnou pistoli.
Soudce u soudu zprostí Ponyboye viny za Bobovu smrt a svěří ho do Darrellovy péče. Později ve škole Cherry uvidí Ponyboye a ignoruje ho. Učitelka angličtiny mu nabídne, aby napsal kvalitní slohovou práci o osobních zkušenostech, ale on je bez nápadu.
Uvnitř Johnnyho výtisku knihy Jih proti Severu je dopis vysvětlující, jak záchrana dětí stála za obětování jeho života, a nabádá Ponyboye, aby se „nikdy neměnil“, tedy „zůstal zlatý“. Johnnyho dopis inspiroval Ponyboyovu esej "Ztracenci". Příběh začíná: "Když jsem vyšel z temnoty kina do jasného slunečního světla, měl jsem na mysli jen dvě věci: Paula Newmana a odvoz domů." 